# Judith Sims
Judith Sims (c. 1939-25 de marzo de 1996) fue una periodista, crítica musical y editora de revistas estadounidense. Fue la primera editora de la revista de rock TeenSet en la década de 1960. Más tarde fue jefa de la oficina de Los Ángeles de Rolling Stone.

## Carrera profesional
Sims fue el primera editora de la revista de rock TeenSet en la década de 1960 y escribió piezas influyentes sobre Buffalo Springfield y The Doors en la misma. Para TeenSet, realizó una gira con The Beatles en 1966, y después de TeenSet trabajó en publicidad para Warner Bros. Records de 1969 a 1972. Contribuyó a Melody Maker del Reino Unido en la década de 1970 y fue jefa de la oficina de Los Ángeles para Rolling Stone. Editó el suplemento universitario Ampersand y la publicación de reseñas cinematográficas The Movie Magazine. Escribió artículos para Los Angeles Times, la revista Los Angeles y The Washington Post.
Sims abogó firmemente por la protección de los derechos de autor para los escritores. Fue presidenta de la rama de Los Ángeles de la Unión Nacional de Escritores de los Estados Unidos.

## Vida personal
Sims vivió con su esposo en Echo Park, Los Ángeles, durante dos décadas y luego se mudó con él a Oregón a principios de la década de 1990. Murió de cáncer en 1996 en Roseburg, Oregón, a la edad de 56 años.
El editor de Rolling Stone, Ben Fong-Torres, la elogió y dijo que había llevado a TeenSet por encima del campo de las revistas para adolescentes para convertirse en «una de las primeras publicaciones en reflejar los cambios sociales y musicales de esos tiempos». Recordó cómo ella y él «eran compañeros en todos los niveles», viajando de San Francisco a Los Ángeles a principios de la década de 1970, hasta junio de 1972, cuando ella conoció a su futuro esposo. Fong-Torres dijo que Sims le dio una plataforma periodística temprana en TeenSet junto con la crítica de música/cine Jacoba Atlas (más tarde productora ejecutiva de televisión) y el periodista de rock Jerry Hopkins. El crítico musical David Wagner, escribiendo en 1968, estuvo de acuerdo en que Sims era «una intérprete inteligente y de ojos claros» de la escena musical, mejorando TeenSet hasta convertirla en la mejor revista para adolescentes.